# Sphenacodontidae
Sphenacodontidés
Ne doit pas être confondu avec Sphenacodontia ou Sphenacodontoidea.
Famille
Genres de rang inférieur
- † Ctenorhachis
- † Cutleria
- † Macromerion (en)
- † Neosaurus
- † Secodontosaurus
- † Steppesaurus ?
- † Tappenosaurus (en)
- † Sphenacodontinae
  - † Cryptovenator
  - † Ctenospondylus
  - † Dimetrodon
  - † Sphenacodon

Les sphénacodontidés (Sphenacodontidae) constituent une famille éteinte de synapsides sphénacodontes carnivores, partageant un ancêtre commun avec les thérapsides et ayant vécu du Carbonifère supérieur jusqu'au milieu du Permien. Le dernier connu, Dimetrodon angelensis, de la formation San Angelo (Texas), date de la fin du Kungurien ou du début du Roadien. Le clade s'est donc éteint au Roadien, voire un peu plus tard, pendant le Wordien ou le Capitanien. Les formes primitives étaient généralement petites et ne dépassait pas 1 mètre de long, mais au cours de la dernière partie du Permien inférieur, ces derniers ont progressivement grandi atteignant jusqu'à des tailles dépassant les 3 mètres pour devenir les principaux prédateurs de leurs environnements. Les fossiles des sphénacodontidés ne sont pour l'instant connus que d'Amérique du Nord et de l'Europe.

## Caractéristiques

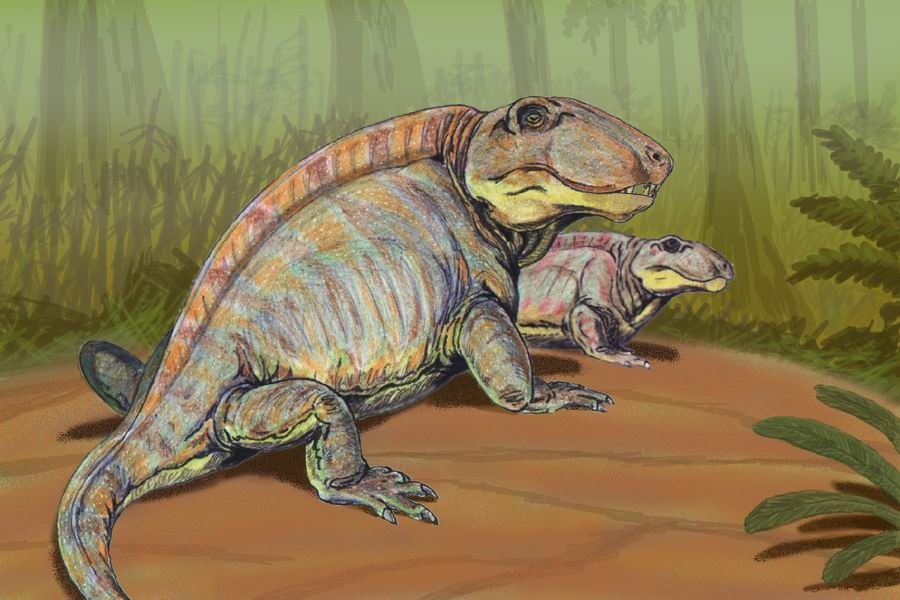
Restauration de deux individus de Sphenacodon

Le crâne est très semblable chez les sphénacodontidés bien connus (excepté Secodontosaurus qui est spécialisé) : un museau court et arrondi, un « pas » sur le maxillaire, deux canines surdéveloppées et une réduction du nombre de dents postérieures aux canines. La plupart des synapomorphies des groupes situés au sein des Sphenacodontidae concernent donc des caractères vertébraux. Certains de ces animaux sont en effet connus pour posséder une « voile dorsale ». Chez Sphenacodon, les épines neurales du dos sont allongées, mais ne forment pas de voiles. Celles de Ctenospondylus sont longues avec une section carrée, alors qu'elles sont très hautes et de section ronde chez Dimetrodon et Secodontosaurus. Aucun sphénacodontidé ne possède les processus latéraux qui donnent aux épines neurales d'Edaphosaurus une forme d’antenne typique.
Plusieurs tendances évolutives se manifestent chez les sphénacodontidés (sauf pour Secodontosaurus, encore une fois): développement des canines, réduction du nombre de dents maxillaires situées devant et derrière les canines, développement d'une voile dorsale ou encore accroissement de la taille.

## Classification

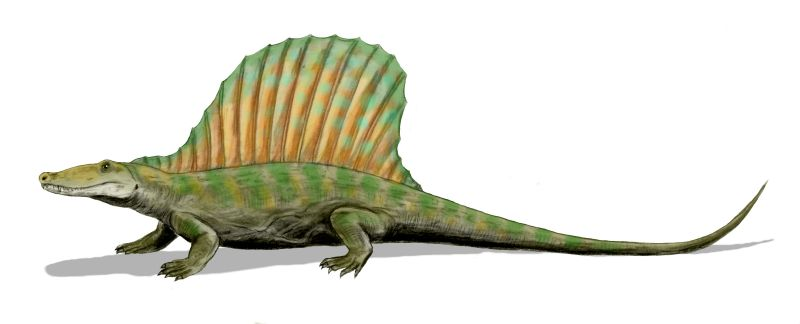
Vue d'artiste de Secodontosaurus obtusidens.

La famille Sphenacodontidae était en fait paraphylétique telle que décrite à l'origine, définie par des caractères de synapsides primitifs partagés car ces animaux constituent une gradation évolutive entre les « pélycosaures » et les premiers thérapsides. Le clade Sphenacodontia est utilisé pour désigner le groupe monophylétique qui comprend les sphénacodontidés et tous leurs descendants (y compris les mammifères), tandis que les Sphenacodontidae au sens strict ne comprennent que les pélycosaures spécialisés et non les membres plus primitifs du clade comme Haptodus, Palaeohatteria, Pantelosaurus et Cutleria. Le clade Sphenacodontoidea a été nommé par Laurin et Reisz en 1997 pour désigner l'ancêtre commun le plus récent des sphénacodontidés et des thérapsides ainsi que tous leurs descendants, défini par certaines caractéristiques du crâne.

## Systématique
La sous-famille des haptodontinés a été exclue des sphénacodontidés, car ils sont ne sont pas plus proches des sphénacodontidés que des thérapsides. De plus, Secodontosaurus est plus proche de Dimetrodon que de Sphenacodon et Ctenospondylus : c'est donc un sphénacodontidé spécialisé, et non une branche indépendante.